# Тіса-Ноуе
Тіса-Ноуе (рум. Tisa Nouă) — село у повіті Арад в Румунії. Входить до складу комуни Финтинеле.
Село розташоване на відстані 412 км на північний захід від Бухареста, 10 км на південний схід від Арада, 37 км на північ від Тімішоари.

## Населення
За даними перепису населення 2002 року у селі проживали 962 особи.
Національний склад населення села:
| Національність | Кількість осіб | Відсоток |
| -------------- | -------------- | -------- |
| румуни         | 909            | 94,5%    |
| словаки        | 22             | 2,3%     |
| угорці         | 10             | 1,0%     |
| цигани         | 10             | 1,0%     |
| українці       | 6              | 0,6%     |
| німці          | 5              | 0,5%     |

Рідною мовою назвали:
| Мова       | Кількість осіб | Відсоток |
| ---------- | -------------- | -------- |
| румунська  | 921            | 95,7%    |
| словацька  | 22             | 2,3%     |
| угорська   | 7              | 0,7%     |
| українська | 6              | 0,6%     |
| німецька   | 5              | 0,5%     |